# 해롤드 실베스터
해롤드 실베스터(Harold Sylvester, 1949년 2월 10일 ~ )는 미국의 배우, 각본가이다.
뉴올리언스에서 태어났다.

## 출연 작품
- 나이트 클럽 (2011, Night Club) - 그림 인터뷰어 역
- 미싱 브렌단 (2003년)
- 트리핑 (1999년)
- 식스맨 (1997년)
- 미녀 연쇄 살인 (1992년)
- FBI 기동 타격대 2 (1990년)
- 암살 묵시록 (1988년)
- 이너스페이스 (1987년)
- 청춘의 승부 (1985년)
- 언커먼 밸러 (1983년)
- 지옥의 7인 (1983년)
- 사관과 신사 (1982년) - 페리맨 역
- 인사이드 무브 (1980년)
- 달리는 욕망 (1978년)

### 텔레비전
- 못말리는 번디 가족 (1987년) - 그리프 역